# جوانا إيمرنتاي فون بيلانج

جوانا إيمرنتاي فون بيلانج (بالسويدية: Johanna Emerentia Bilang)‏ (4 فبراير 1777 ، ستوكهولم - 9 مايو 1857 ، استوكهولم) فنانة منمنمات.
ولدت في ستوكهولم وهي ابنة لكل من نقيب الجيش وفنان الحفر جيكوب يوهان فون بيلانغ وإيميرينتيا شيدنج. عملت لمدة طويلة في إنتاج المنمنمات، غالبًا من العاج، لحساب عملاء من طبقة النبلاء والعسكريين.